# Survivor Series (2014)
Survivor Series 2014 fue la vigésimo octava edición de Survivor Series, un evento pago por visión de lucha libre profesional realizado por la WWE. Tuvo lugar el 23 de noviembre de 2014 desde el Scottrade Center en St. Louis, Misuri. El tema oficial del evento fue "Edge of a Revolution" de Nickelback.
El show fue notable por la primera aparición del exluchador de la World Championship Wrestling, Sting, en la WWE, quien nunca antes había firmado con la empresa.

## Argumento
En la edición del 27 de octubre de Raw, Triple H anunció un Traditional Survivor Series Elimination Match, con Team Authority enfrentando a Team Cena, capitaneado por el mismo John Cena. Más tarde en el mismo programa, Dolph Ziggler derrotó a Kane, después de lo cual Kane y Seth Rollins atacaron a Ziggler hasta que fue rescatado por Cena. En la edición del 3 de noviembre de Raw, Vince McMahon anunció que si Team Authority perdía en Survivor Series, ya no estarían en el poder. Más tarde en el mismo programa, Stephanie McMahon anunció que Rollins sería el capitán de Team Authority con Kane y Randy Orton en el equipo. En el mismo segmento, Ziggler anunció que él sería parte de Team Cena. Al final de la noche, después de que Rollins derrotó a Orton en el combate estelar, Orton atacó a Rollins, Triple H, Jamie Noble y Joey Mercury, causando que Orton fuera eliminado de Team Authority. En la edición del 10 de noviembre de Raw, Cena anunció que Jack Swagger también se había sumado al Team Cena. Fue revelado que Mark Henry se unió a Team Authority cuando salió al ring con The Authority y Ryback también pareció unirse a Team Authority después de atacar a Cena. Después de derrotar a Swagger, Rollins atacó a Swagger, causando que Swagger abandonara a Team Cena debido a una lesión. Después de que Ziggler derrotó a Henry por descalificación, Big Show atacó a Henry y se unió a Team Cena. Rusev se unió a Team Authority después de que Noble y Mercury le ayudaron a retener el Campeonato de los Estados Unidos contra Sheamus por cuenta fuera. Después de la lucha, Sheamus también se unió a Team Cena. Después de que Cena derrotó por descalificación a Ryback debido a la interferencia de The Authority, Ryback atacó y abandonó a Team Authority, pero Ziggler fue atacado tras bastidores por Luke Harper. Harper apareció con Team Authority en la edición del 17 de noviembre de Raw, solidificando su lugar en el equipo y más tarde ganó el Campeonato Intercontinental de Ziggler. Stephanie puso a Sheamus y a Big Show el uno contra el otro en una lucha por una oportunidad por el Campeonato Mundial Peso Pesado de la WWE, pero la lucha fue interrumpida cuando Rusev atacó a Big Show y Mark Henry a Sheamus, obligando a Sheamus a abandonar a Team Cena debido a una lesión. Durante la firma de contrato, Erick Rowan y Ryback se unieron a Team Cena.
En la edición del 31 de octubre de SmackDown, Nikki Bella se convirtió en la contendiente número uno por el Campeonato de Divas al ganar un Over The Top Rope Battle Royal. El 10 de noviembre, fue anunciado en WWE.com que AJ Lee defendería el título ante Nikki en Survivor Series.
En Hell in a Cell, Bray Wyatt hizo su regreso atacando a Dean Ambrose durante su lucha contra Seth Rollins dentro de un Hell in a Cell. En la edición del 10 de noviembre de Raw, fue anunciado que Ambrose lucharía ante Wyatt en el evento.
El 17 de noviembre, fue anunciado en WWE.com que los Campeones en Parejas de la WWE Gold & Stardust defenderían sus títulos contra The Miz y Damien Mizdow, The Usos y Los Matadores en Survivor Series.
El 17 de noviembre, fue anunciado en WWE.com que Bad News Barrett haría su regreso de una lesión en el Survivor Series Kickoff Show y que Fandango también volvería después de un tiempo inactivo, compitiendo contra Justin Gabriel.
El 18 de noviembre, fue anunciado en WWE.com que el equipo de Alicia Fox, Emma, Naomi & Natalya enfrentaría al equipo de Paige, Cameron, Layla y Summer Rae en un Divas Traditional Survivor Series Elimination Match en Survivor Series.

## Resultados
- Kick-Off: Fandango (con Rosa Mendes) derrotó a Justin Gabriel. (3:18)[7]
  - Fandango cubrió a Gabriel después de un «Beauty in Motion».
  - Este fue el regreso de Fandango a la WWE después de estar un tiempo inactivo.
- Kick-Off: Jack Swagger (con Zeb Colter) derrotó a Cesaro. (5:34)[8]
  - Swagger forzó a Cesaro a rendirse con un «Patriot Lock».
- The Miz & Damien Mizdow derrotaron a Gold & Stardust (c), The Usos (Jey Uso & Jimmy Uso) y Los Matadores (Diego & Fernando) (con El Torito) y ganaron el Campeonato en Parejas de la WWE. (15:25)[9]
  - Mizdow cubrió a Goldust después de un «Samoan Splash» de Jimmy.
- Team Fox (Alicia Fox, Emma, Naomi & Natalya) (con Tyson Kidd) derrotó a Team Paige (Paige, Layla, Cameron & Summer Rae) en un Divas Traditional Survivor Series Elimination Match. (14:23)[10]

| N.º de eliminación | Luchador                                     | Equipo                                       | Eliminado por                                | Técnica de eliminación                       | Tiempo[11]                                   |
| ------------------ | -------------------------------------------- | -------------------------------------------- | -------------------------------------------- | -------------------------------------------- | -------------------------------------------- |
| 1                  | Cameron                                      | Team Paige                                   | Naomi                                        | «Roll-up»                                    | 6:12                                         |
| 2                  | Layla                                        | Team Paige                                   | Alicia Fox                                   | «Tilt-a-whirl Backbreaker»                   | 9:29                                         |
| 3                  | Summer Rae                                   | Team Paige                                   | Emma                                         | «Emma Lock»                                  | 12:04                                        |
| 4                  | Paige                                        | Team Paige                                   | Naomi                                        | «Scissors Facebuster»                        | 14:23                                        |
| Sobrevivientes:    | Alicia Fox, Emma, Naomi & Natalya (Team Fox) | Alicia Fox, Emma, Naomi & Natalya (Team Fox) | Alicia Fox, Emma, Naomi & Natalya (Team Fox) | Alicia Fox, Emma, Naomi & Natalya (Team Fox) | Alicia Fox, Emma, Naomi & Natalya (Team Fox) |
- Bray Wyatt derrotó a Dean Ambrose por descalificación. (14:00)[12]
  - Ambrose fue descalificado después de golpear a Wyatt con una silla.
  - Después de la lucha Ambrose le aplicó a Wyatt un «Dirty Deeds» y continuó atacándolo utilizando sillas, mesas y escaleras.
- Nikki Bella (con Brie Bella) derrotó a AJ Lee y ganó el Campeonato de Divas. (0:33)[13]
  - Nikki cubrió a Lee después de un «Rack Attack».
  - Durante la lucha, Brie interfirió a favor de Nikki besando a Lee en los labios, cambiando a heel.
- Adam Rose & The Bunny derrotaron a Slater Gator (Heath Slater & Titus O'Neil). (2:36)[14]
  - The Bunny cubrió a Slater con un «Roll-up».
- Team Cena (John Cena (capitán), Dolph Ziggler, The Big Show, Erick Rowan & Ryback) derrotó a Team Authority (Seth Rollins (capitán), Kane, Mark Henry, Rusev & Luke Harper) (con Triple H, Stephanie McMahon, Jamie Noble, Joey Mercury & Lana) en un Traditional Survivor Series Elimination Match. (43:06)[15]
  - Inicialmente Sheamus formaría parte del Team Cena, pero fue reemplazado por Ryback debido a una lesión tras un ataque de The Authority.
  - Durante la lucha, Triple H, Stephanie, Mercury & Noble intervinieron a favor de Team Authority, Pero fueron atacados por Ziggler.
  - Durante la lucha, Show le aplicó un «K.O. Punch» a Cena y abandonó la arena, traicionando a Team Cena y cambiando a heel.
  - Durante la lucha, Sting intervino a favor de Team Cena, atacando a Triple H y aplicándole un «Scorpion Death Drop» y poniendo a Ziggler sobre Rollins para la cuenta final mientras ambos estaban noqueados.
  - Como consecuencia, The Authority ya no estará en el poder.
  - Si el Team Cena perdía, todos ellos habrían sido despedidos, a excepción de Cena.

| N.º de eliminación | Luchador                  | Equipo                    | Eliminado por             | Técnica de eliminación                                                 | Tiempo[11]                |
| ------------------ | ------------------------- | ------------------------- | ------------------------- | ---------------------------------------------------------------------- | ------------------------- |
| 1                  | Mark Henry                | Team Authority            | Big Show                  | «K.O. Punch»                                                           | 0:50                      |
| 2                  | Ryback                    | Team Cena                 | Rusev                     | «Curb Stomp» de Rollins y «Jumping Side Kick»                          | 8:10                      |
| 3                  | Rusev                     | Team Authority            | Dolph Ziggler             | Cuenta de 10 tras estrellarse a través de la mesa de los comentaristas | 21:00                     |
| 4                  | Erick Rowan               | Team Cena                 | Luke Harper               | «Diving High Knee» de Rollins y «Discus Clothesline»                   | 24:14                     |
| 5                  | John Cena                 | Team Cena                 | Seth Rollins              | «K.O. Punch» de Show.                                                  | 25:11                     |
| 6                  | The Big Show              | Team Cena                 | N/A                       | Abandonó el combate voluntariamente                                    | 26:30                     |
| 7                  | Kane                      | Team Authority            | Dolph Ziggler             | «Superkick» y «Zig Zag»                                                | 29:35                     |
| 8                  | Luke Harper               | Team Authority            | Dolph Ziggler             | «Roll-up»                                                              | 31:35                     |
| 9                  | Seth Rollins              | Team Authority            | Dolph Ziggler             | Lo cubrió con ayuda de Sting después de un «Zig Zag»                   | 43:06                     |
| Sobreviviente:     | Dolph Ziggler (Team Cena) | Dolph Ziggler (Team Cena) | Dolph Ziggler (Team Cena) | Dolph Ziggler (Team Cena)                                              | Dolph Ziggler (Team Cena) |